# ホセ・マリーア・アリスメンディアリエタ
ホセ・マリーア・アリスメンディアリエタ・マダリアーガ（José María Arizmendiarrieta Madariaga、1915年4月22日 – 1976年11月29日）は、スペイン・ビスカヤ県出身のカトリック司祭。モンドラゴン協同組合企業の創設者。名前はしばしばアリスメンディ(Arizmendi)と省略される。

## 経歴

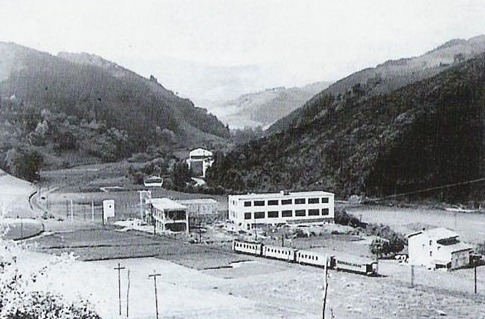
ウルゴール社

1915年4月22日、ビスカヤ県東端のマルキナ＝シェメインのバリナガ地区にある平凡な農家の長男として生まれ、12歳の時に神学校に入学した。子どもの頃の事故で片目の視力を失い、1930年代後半のスペイン内戦時にはバスク軍兵士となることができなかった。その代わりに従軍記者やビルバオにあるバスク語紙エグナの記者として働き、その活動が原因で内戦終結後には逮捕されて裁判にかけられたが、法手続上の理由で無罪となった。解放後にはアラバ県ビトリアの神学校に戻り、学び直して聖職者となった。
アリスメンディ自身はベルギーで勉強を続けたかったが、1941年2月には故郷から約48キロメートル離れたモンドラゴン教区に割り当てられ、26歳で補助司祭として叙階された。モンドラゴンはまだ内戦の余波に苦しみ、失業率は深刻なほど高かった。片目の新米補助司祭の説教は酷いものであり、教区民は代わりの司祭をよこすように司教に求めたが、アリスメンディは協同組合によって町の問題を解決することを模索した。地域の指導者たちは内戦で死んだり亡命したりしており、カトリック行動評議会の評議員となったアリスメンディはカトリックの義務について若者に講義を行った。
当時のモンドラゴンの経済の中心は工業会社のウニオン・セルヘラ社であり、アリスメンディはこの地域の若者の15%が在学していたウニオン・セルヘラ社の徒弟学校で教えるようになった。アリスメンディはより多くの若者を受け入れられる技術訓練学校を設立することを企て、ウニオン・セルヘラ社や自治体当局からの支援は得られなかったものの、1943年に20人の学生を集めてモンドラゴン工科学校（現・モンドラゴン大学）を開校させた。
1947年にはモンドラゴン工科学校の学生が初めて資格試験に合格。アリスメンディは選抜した11人の若者をサラゴサ工科学校（現・サラゴサ大学）に送りこみ、昼間はモンドラゴンのウニオン・セルヘラ社で働き、夜間はサラゴサ工科学校で学べるように取り計らった。1948年には教育省の補助を得て新校地に移転したが、現状に不釣り合いなほど大きな敷地への移転を決めたアリスメンディの判断は驚かれた。1952年にはサラゴサ工科学校で資格を取得した11人がそれぞれの職場で職工長や班長などの地位に就いたが、職場の民主化を志した彼らの思想はスペインにはびこる旧体制思想と反するものだった。
アリスメンディは11人の中の5人とスペイン協同組合法（1942年制定）を研究した結果、協同組合ではなく有限会社としてウルゴール社（その後ファゴールに改称）を設立。1954年にはビトリアの作業所を買収して製造業の操業免許を得て、1956年には24人の従業員によってモンドラゴンで暖房用ストーブの製造を開始した。ウルゴール社は近隣の小規模な協同組合と連携し、1959年に財政的・社会的・技術的な投資機関である労働人民金庫を結成、同年に完全な協同組合となった。
1966年にはモンドラゴン工科学校内部に勤労学生協同組合を設立し、学生が学習から労働への移行を円滑にできるように計らった。アリスメンディの非現実的な提案に抵抗は大きく、1971年までは赤字を計上していたが、実験用具などの市場販売で成功を収めて独立した協同組合となった。
アリスメンディは1976年にモンドラゴンで死去した。